# Lust auf Anderes
Lust auf Anderes (Originaltitel: Le Goût des autres) ist ein französischer Spielfilm von Regisseurin Agnès Jaoui aus dem Jahr 2000.

## Handlung
Der französische Industrielle Castella will einen Vertrag mit iranischen Geschäftsleuten abschließen. Dafür arbeitet er mit Weber zusammen, einem jungen Unternehmensberater mit Hochschulabschluss, den Castella nicht akzeptiert. Außerdem wird Castella in der Zeit des Vertragsabschlusses aus versicherungstechnischen Gründen von dem Bodyguard Franck begleitet.
Als Castella mit seiner Frau im Theater das Stück Bérénice von Racine ansieht, verliebt er sich in die Darstellerin der Bérénice, Clara. Er sucht in seiner Freizeit immer wieder den Kontakt zu ihr, tritt in ihrem Freundeskreis von Schauspielern und Künstlern jedoch immer wieder in Fettnäpfchen.
Bruno, Castellas Fahrer, schläft mit der Kellnerin Manie, obwohl er eine Freundin hat, die für ein halbes Jahr in den USA ein Praktikum macht. Kurz darauf erhält er von ihr einen Brief, in dem sie gesteht, auch fremdgegangen zu sein. Franck, Castellas Bodyguard, lernt über Bruno auch Manie kennen und die beiden beginnen eine Affäre. Sie scherzen immer wieder darüber, wenn Francks Job bei Castella vorbei ist, zusammenzuziehen und zu heiraten. Bruno erfährt währenddessen, dass seine Freundin in den USA bleiben will.
Castella gesteht Clara in einem englischen Gedicht seine Gefühle. Sie sagt ihm, dass sie diese nicht erwidern kann, woraufhin er nicht mehr zum Unterricht erscheint. Er kauft von einem Bekannten Claras ein Kunstwerk, und sie befürchtet, dass er dies nur tut, um Eindruck auf sie zu machen. Sie stellt ihn zur Rede, und er ist erschüttert, dass sie ihm nicht glaubt, dass er das Gemälde gekauft hat, da es ihm gefällt. Weber reicht seine Kündigung ein, weil Castella anscheinend nicht akzeptieren kann, dass er aus einem anderen Milieu als er stammt. Castella sieht ein, dass er einen Fehler gemacht hat und bittet ihn, seine Entscheidung zu überdenken.
Als sein Arbeitsverhältnis nach Vertragsabschluss endet, fährt Franck zu Manie. An der Türschwelle hält er jedoch inne, macht kehrt und fährt davon. Castella trennt sich von seiner Frau. Clara lädt ihn zur Premiere ihres neuen Theaterstückes ein und ist erfreut, dass er erscheint.

## Produktion und Veröffentlichung
Drehorte des Films waren Rouen, Montville, verschiedene Straßen und Restaurants in Paris sowie das Théâtre de la Renaissance am Boulevard Saint-Martin.
Die Filmmusik stellten Agnès Jaoui und ihre musikalische Beraterin Valérie Lindon aus den Bereichen Klassische Musik, Jazz und elektronische Musik zusammen, wobei die klassische Musik überwiegt. Am 16. Mai 2000 erschien bei Philips eine CD mit dem Soundtrack des Films.
Premiere in Frankreich war der 1. März 2000, in Deutschland der 9. November desselben Jahres.

## Kritiken
Das Lexikon des internationalen Films bezeichnete Lust auf Anderes als eine „[. . .]dialogreiche Gesellschaftskomödie, die angenehm leicht unterhält und sich als unaufdringliche intellektuelle Studie über die Zwänge und Chancen des Lebens erweist.“ epd Film schrieb, dass die Autoren mit dem Film „die absurden Seiten des heutigen Großstadtlebens, die Frustrationen, Neurosen und Ticks der modernen Existenz“ abgebildet und diese „für komödiantische Vorlagen mit hohem Wiedererkennungswert“ genutzt hätten. Wie Woody Allen hätten sie dabei „in ihren Dialogen zwanglos Witz und Intelligenz“ miteinander verknüpft.

## Auszeichnungen (Auswahl)
Der Film gewann 16 Preise und wurde für 12 weitere nominiert.
Lust auf anderes erhielt 2000 den Europäischen Filmpreis in der Kategorie Bestes Drehbuch. Im Jahr 2001 war der Film in sieben Kategorien für den César nominiert und wurde in vier von ihnen, Bester Film, Bester Nebendarsteller (Gérard Lanvin), Beste Nebendarstellerin (Anne Alvaro) und Bestes Drehbuch, ausgezeichnet.
Er gewann zudem den Prix Lumières für das beste Drehbuch. Bei der Oscarverleihung 2001 war die Produktion in der Kategorie Bester fremdsprachiger Film nominiert.